# Čančir
Čančir je nenaseljeni otočić u hrvatskom dijelu Jadranskog mora. Nalazi se uz jugozapadni kraj otoka Korčule, oko 180 m od njene obale. Katastarski je dio općine Vela Luka.
Njegova površina iznosi 2808 m2, a iz mora se uzdiže 2 m.